# Белинци
Белинци е село в Североизточна България. То се намира в община Исперих, област Разград.

## История
В навечерието на Втората световна война в селото е установена католическа енория на Никополската епархия. Отец Иван Яковов е назначен за свещеник в енорията. Тогава селото е на 15 километра от границата и в него живеят 23 католически семейства, като 15 от тях са чехи преселили се от Войводово, Оряховско. Първото шествие (алай) в селото  е направено на 6 юни 1938 г. Изглежда, поради започналата война и смяната на политическия режим след това енорията е закрита.

## Религии
Религията е предимно ислям (99%).
Остана само един с християнска религия(Янко).